# Coenosia semivitta
Coenosia semivitta är en tvåvingeart som först beskrevs av Malloch 1918.  Coenosia semivitta ingår i släktet Coenosia och familjen husflugor. Inga underarter finns listade i Catalogue of Life.